# تييري بيرير
تييري بيرير (بالفرنسية: Thierry Perrier)‏ هو سائق سباق فرنسي، ولد في 16 أبريل 1950 في Boulogne, Vendée ‏ في فرنسا.

## روابط خارجية
- تييري بيرير على موقع DriverDB.com (الإنجليزية)